# Ajk Mnacakanian
Ajk Samwiełowicz Mnacakanian (ros. Айк Самвелович Мнацаканян; ur. 14 października 1995) – rosyjski i od 2017 roku bułgarski zapaśnik ormiańskiego pochodzenia, walczący w stylu klasycznym. Dwukrotny olimpijczyk. Zajął dwunaste miejsce w Tokio 2020 w kategorii 77 kg i Paryżu 2024 w tej samej wadze.
Brązowy medalista mistrzostw świata w 2018, 2019 i mistrzostw Europy w 2019 i 2022. Piąty w indywidualnym Pucharze Świata w 2020 roku.